# Мијо Бабић
Маријан Бабић (Нова Буковица код Слатине, 1903 — Берковићи код Столца, 1941), познат Мијо и Ђовани (итал. Giovanni), био је замјеник вође усташког покрета Анте Павелића и први заповједник свих концентрационих логора у Независној Држави Хрватској. Био је на челу 3. огранка Усташке надзорне службе, а био је и члан Главног усташког стана, један од два главна Павелићева замјеника.

## Атентат на Антуна Штеглера
Бабић и Матија Солдина су 22. марта 1929. године убили Антуна Тонија Штеглера, главног уредника Новости и директора Југословенска штампе, у Загребу. У то вријеме Бабић је био шофер фабрике Сименс у Загребу и, према званичном извјештају, убио је једног и ранио још једног жандарма који су га покушали ухапсити и затим је успио да побјегне. Бабић је побјегао у Италију, гдје је и остао док није извршена инвазија и окупација Краљевине Југославије 1941. године. Италијанска полиција сматрала је Бабића веома опасним човјеком, који је способан за најгоре злочине.

## Независна Држава Хрватска
Док је био у Италији, припадници Усташког покрета проводили су године планирајући геноцид и тренирајући мале скупине присталица за спровођење њихових планова. Павелић и Бабић су у Загреб стигли средином априла 1941. године.
Бабић је учествовао у припремама успостављања концентрационог логора Даница. Крајем маја или почетком јуна 1941. године, отишао је на острво Паг, по наредби Андрије Артуковића, гдје је успоставио логор Слана. Учествовао је и у организацији концентрационог логора Крушчица код Травника.

## Масакр у Благају
Бабић је имао важну улогу у масакру у Благају 9. маја 1941. године. Према Павелићевој наредби, Бабић је предводио усташе, који су дошле из Загреба у неколико камиона, у масакру над 520 српских сељака у Кордуну, гдје су живјели заједно са Хрватима.

## Покољи Срба у источној Херцеговини
Масовне покоље српског становништва на простору источне Херцеговине организовали су Бабић, Иво Херенчић, Јуре Францетић и други усташки званичници.
Јуна 1941. године, Бабић и скупина усташких официра, по наређењу Андрије Артуковића, отишли су у Херцеговини како би организовали покољ над српским становништвом. Бабић је у Чапљину дошао 16. или 17. јуна. Он и други усташки заповједници добили су инструкције да сузбију устанак и спроведу потпуно истребљење Срба у тој области и да на том простору населе људи из других дијелова НДХ који су лојални усташком покрету.

## Устанак у Херцеговини 1941.
Бабић и скупина усташких официра организовали су гушење устанка у Херцеговини 1941. године.
Према Владимиру Дедијеру, Бабића је убила устаничка чета Дукице Граховца. Бабићев митраљез, који је као поклон добио од Павелића, прво је узео Владо Шегрт и затим Спира Срзентић. Ипак, упркос Дедијеровим тврдњама, испоставило се да су Бабића убили четници под командом Крста Ђерића. У вријеме смрти Бабић је имао чин мајора. Његово тијело је преко Сарајева пребачено у Загреб, гдје је Павелић наредио осмодневну жалост за припаднике његовог Тјелесног здруга.